# Лолазор (район Рудаки)
Лолазор (тадж. Лолазор) — село в районе Рудаки Республики Таджикистан. Входит в состав джамоата (сельской общины) Султонобод.
Прежнее название — Кизилкишлок (Кызылкишлак).
Находится на расстоянии 9 км от районного центра (пгт. Сомониён) и 8 км от центра джамоата (село Султонобод).
Население — 454 чел. (2017).